# Bodyguard (film, 2016)
Pour les articles homonymes, voir Bodyguard (homonymie).
Pour plus de détails, voir Fiche technique et Distribution.
Bodyguard (Garde du corps ; en persan بادیگارد, Badigard) est un film iranien écrit et réalisé par Ebrahim Hatamikia, sorti en 2016.
Il a été présenté pour la première fois au 34e Festival international du film Fajr.

## Synopsis
Bodyguard est l'histoire d'un homme d'âge moyen qui protège des personnalités politiques de haut rang. Il a des ennuis quand un terroriste portant un gilet explosif s'approche du vice-président. Le réalisateur du film a déclaré « quelques motifs dans Bodyguard rappellent le succès en 1999 de L'Agence de verre ».

## Fiche technique
- Titre : Bodyguard
- Titre original : persan : بادیگارد (Badigard)
- Réalisation et scénario : Ebrahim Hatamikia
- Production : Ehsan Mahomet Hasani
- Pays d'origine :  Iran
- Dates de sortie : 2016
- Photographie :Mahmoud Kalari
- Musique : Karen Homayounfar
- Montage : Mehdi Hoseinivand
- Durée : 105 minutes
- Langue originale : persan

## Distribution
- Parviz Parastui
- Merila Zarei
- Babak Hamidian (en)
- Mahmud Azizi
- Amir Aghaei
- Farhad Ghaemian (en)
- Diba Zahedi
- Kamran Najafzadeh (en)
- Kimia Hosseini

## Récompenses
Le film a reçu cinq prix en Iran au Festival du film de Fajr et à la Maison du cinéma d'Iran, en 2017 trois prix à Vienne (Autriche) au VIFF Vienna Independent Film Festival (en), et a remporté le 1er prix à la 8e édition du Festival international du film de Bagdad.
| Distinction                            | Catégorie                                                         | Nom                                 | Résultat   |
| -------------------------------------- | ----------------------------------------------------------------- | ----------------------------------- | ---------- |
| Le 34e Festival du film de Fajr (2016) | Simorgh de cristal pour le Meilleur acteur                        | Parviz Parastui                     | Lauréat    |
| Le 34e Festival du film de Fajr (2016) | Simorgh de cristal pour la Meilleure photographie                 | Mahmoud Kalari                      | Nomination |
| Le 34e Festival du film de Fajr (2016) | Simorgh de cristal pour le Meilleur son                           | Bahman Ardalan et Ali Reza Alaviyan | Nomination |
| Le 34e Festival du film de Fajr (2016) | Simorgh de cristal pour les Meilleurs effets visuels              | Hadi Islami                         | Lauréat    |
| Le 34e Festival du film de Fajr (2016) | Simorgh de cristal pour le Meilleur maquillage                    | Iman Omidvari                       | Nomination |
| Le 34e Festival du film de Fajr (2016) | Simorgh de cristal pour la Meilleure musique                      | Karen Homayounfar                   | Nomination |
| Le 34e Festival du film de Fajr (2016) | Simorgh de cristal pour le Meilleur film par vote des spectateurs | Ehsan Mahomet Hasani                | Nomination |